# Alfonso Vastarini Cresi
Alfonso Vastarini Cresi (L'Aquila, 9 ottobre 1839 – Napoli, 24 dicembre 1902) è stato un politico italiano.

## Biografia
Nato all'Aquila nel 1839 da Domenico Vastarini e Fortunata Cresi, la cui unione aveva fatto nascere la famiglia Vastarini Cresi, si laureò all'Università di Napoli in giurisprudenza.
Successivamente si dedicò all'attività, politica impegnandosi nella corrente zanardelliana della sinistra storica. Alle elezioni politiche italiane del 1874 fu eletto alla Camera dei deputati nel collegio di San Demetrio ne' Vestini per la XII legislatura, venendo riconfermato anche nella XIII. Trasferitosi poi a Napoli, venne eletto deputato nel collegio di Napoli XI per la XIV legislatura e in quello di Napoli III per la XV e la XVI. Mancò la rielezione in quest'ultimo collegio per la XVII legislatura, ma venne rieletto per la XVIII nel collegio di Aquila. Fu quindi deputato in maniera continuata dal 1874 al 1890 e poi dal 1892 al 1895. Si occupò di politica sino a pochi anni prima della morte, avvenuta a Napoli nel 1902, all'età di 63 anni.
Sposatosi a Napoli con Anna Pessina, ebbe da lei un figlio, Alessandro, e due figlie, Cordelia Raffaella e Giulia.